# Tomatina
Tomatina je festival, ki poteka v občini Buñol v Španiji. Vedno se praznuje zadnjo sredo v avgustu v času prazničnega tedna. Sestavljajo ga udeleženci, ki si med seboj mečejo paradižnike.

## Opis
Tomatina vedno poteka v tednu pokroviteljskega praznovanja mesta Buñol. Noč pred zadnjo sredo v avgustu se imenuje »spajanje«. Ta izraz se nanaša na zabavo do zore. V ta namen so odprti različni bari in prostori.

Okoli 10.00 se začne prvi dogodek. Imenuje se »palo jabon«. Gre za vzpenjanje do označenega mesta na katerem visi šunka. Ko nekdo šunko spravi s palice se označi začetek bitke s paradižniki. Običajno je to okoli 11. ure. 

Šest tovornjakov je odgovornih za razdelitev skoraj 150 ton paradižnika med udeleženci katerih največja kapaciteta ne sme presegati 22.000. Vozila se premikajo zelo počasi med množico ljudi zbrano ob poti (ulica San Luis, Cid in Ljudski trg) medtem ko skupina lokalnih prebivalcev na tovornjakih skrbi za porazdelitev paradižnikov med ostale udeležence. Eden izmed pomembnih trenutkov festivala se zgodi, ko ljudje na tovornjakih prevrnejo veliko količino paradižnikov na tla. Ljudje z namenom, da bi si nabrali strelivo poskušajo pridobiti kar se da veliko paradižnikov.<
Po točno eni uri se boj konča. Do takrat je celoten trg obarvan rdeče; ustvarijo se reke paradižnikovega soka. Proces čiščenja ulic opravljajo čistilne enote s pomočjo. Udeleženci ponavadi izkoristijo vodo v ceveh, da odstranijo madeže paradižnikov. Po čiščenju kamnite ulice ostanejo nedotaknjene zaradi kislosti paradižnika, ki razkuži in temeljito očisti vse površine.

Paradižniki izvirajo iz Xilxesa, kjer so cenejši in se gojijo posebno za takšne zabave saj nihov okus drugače ni primeren za uživanje. Za udeležence je priporočljiva uporaba zaščitnih očal in rokavic. Preden vržejo paradižnik, ga je potrebno zdrobiti tako, da ne more poškodovati nikogar. 

## Pravila in priporočila
Festival ima nekaj pravil, ki zagotavljajo varnost udeležencev in to da festival poteka nemoteno vsako leto brez kakršnega koli incidenta.

- Ne mečite steklenic ali drugih predmetov, ki bi lahko povzročili poškodbe ali nesrečo. Vrže se lahko samo paradižnike.
- Ne trgajte majic drugih udeležencev.
- Paradižnike je potrebno pred metom zdrobiti tako, da ne poškodujejo nikogar.
- Bodite pozorni na tovornjake, ki prevažajo paradižnike.
- Priporočljivo je, da vsi udeleženci nosijo zaščitna očala (za plavanje/potapljanje itd.) in rokavice.
- Priporočljivo je nositi stara oblačila ali oblačila, ki jih ne boste več uporabljali.
- Izberite takšne superge, ki jih lahko po bitki zavržete.
- Če želite med dogodkom fotografirati priporočamo uporabo kamere, ki je vodo odporna ali opremljena z zaščitnim pokrovom.
- Najdite namestitev vnaprej.
- Priporočljivo je, da prispete v mesto že zgodaj: ob 7.00 se dostopi z avtom do središča mesta zaprejo, vstop je možen le peš. Najboljše je, da parkirate na obrobju mesta, na primer v industrijskem predelu.
- Vedno upoštevajte navodila varnostnikov

## Zgodovina
Obstaja veliko različnih interpretacij o izvoru tega priljubljenega festivala. Nekateri zgodovinarji menijo da je njegov izvor posledica šale. Na mestnem trgu naj bi nek mladenič pel in igral, ko je skupina mladih ljudi, ki so ga poslušali, vanj začela metati paradižnike, ki so jih vzeli iz stojnice za sadje in zelenjavo. Vsi na mestnem trgu so se takrat odločili pridružiti in tako so končali v bitki s paradižniki.

V Tarazoni (Zaragoza) pravijo, da je tako imenovani »El Deivi« dal povod za Tomatino. V Tarazoni se že od nekdaj praznuje vsak 27. avgust, znan tudi pod imenom Tomatada. To je zabava, kjer se celotno mesto v bitki s paradižniki nahaja v prelepi Plaza del Ayuntamiento, vendar vsak z različnim ciljem in drugačno tradicijo.
Govori se, da je »El Deivi« na enem od svojih potovanj po Španiji v času praznovanja, predlagal, da se ustvari bitka s paradižniki, medtem ko je užival v festivalih mesta Buñol. Leta 1949 so ljudje sprejeli njegov predlog. Ta dogodek se je ponavljal iz leta v leto in dosegel sodobne čase. V čast Deiviju so predlagali poimenovanje ulice po njem in zgraditev kipa na samem mestnem trgu. Ker verodostojnost zgodbe ni bila nikoli dokazana, tega niso izvedli, v mestu Buñol pa še danes obstajajo nasprotujoča si mnenja.

Najbolj zanesljiva zgodovinska različica pravi, da se je vse začelo leta 1945. Mestni trg (kjer se danes tradicionalno praznuje Tomatina) je bil poln mladih, ki so bili priča festivalu »Velikani in Velikoglavci« (gre za parado ogromnih karnevalskih figur z grotesknimi glavami). Nekateri so se odločili, da se pridružijo procesiji, ker so želeli sodelovati. To dejanje je povzročilo zavračanje s strani organizatorjev. Začeli so se boriti proti ljudem, ki so nosili te ogromne kostume. Eden od udeležencev je padel in ko je vstal,je izzval boj s tistim, ki mu je bil najbližji. Po naključju je tam stalo stojalo z odprtimi škatlami polnimi zelenjave.
Naslednje leto, na isto sredo v avgustu, so se dogodki ponovili; edina razlika je bila ta, da so demonstranti prinesli paradižnike od doma. Bitko je tudi tokrat ustavila policija. V naslednjih letih so oblasti prepovedale praznovanje, vendar se je ta zabava praznovala še vedno praznovala,tako ali drugače. Leta 1957, ni bilo možnosti za izvedbo Tomatine, zato so nekateri mladeniči načrtovali praznovanje imenovano »pogreb paradižnika« skupaj s pevci, glasbeniki in komedijanti. Sledila je nenavadna manifestacija ob spremljavi pogrebne marše, v središču pozornosti pa je bila krsta z velikim paradižnikom v notranjosti. Po tem dogodku so oblasti odobrile vrnitev Tomatine. Leta 1959 se je vrnila, pod določenimi pravili in pogoji. Ena izmed sprememb je bil dogodek »palo jabon«, ki poteka eno uro pred začetkom Tomatine.

Prav tako pomemben trenutek v zgodovini tega festivala je leto 1975. Od tega leta naprej je vojska San Luis Betrana, zaščitnika mesta Buñol, organizirala celotno zabavo in prevzela odgovornost glede dobave paradižnikov ( prej so za to skrbeli lokalni prebivalci). Kmalu zatem, leta 1980, je mestni svet prevzel vajeti pri organizaciji festivala.

Tomatina je postala priljubljena tudi v preostalih delih Španije, zahvaljujoč poročilu Javierja Basilia, ki je bil leta 1983 predvajan na televiziji. Od takrat naprej se je število udeležencev in navdušenje nad Tomatino vsako leto povečalo. Velik uspeh zabave je pripeljal do tega, da jo je leta 2002 generalni sekretariat za turizem razglasil za Festival mednarodnega turističnega interesa.

Od leta 2013 naprej se je občina Buñol odločila omejiti zmogljivost zabave. Uvedli so obvezni nakup vstopnic za sodelovanje, ki jih je potrebno kupiti preko uradnega distributerja, tako da število udeležencev ne presega števila 22.000. Na ta način zagotavljajo večje udobje in varnost za udeležence.

## »IZVOZ«festivala
Uspeh Tomatine je prečkal vse meje. Zabavo obišče na tisoče ljudi iz različnih krajev, kot so Avstralija,Južna Koreja, Japonska,Indija,ZDA,Kanada ali Kostarika in seveda velika večina iz celotne Evrope. Priljubljenost zabave je privedla do pojava različnih replik v nekaterih državah.

- Lamarque, Negro(Amazonka) od leta 1972

- Skupnost San Jose de Trojas, Valverde Vega od leta 2000
- Sutamarchán od leta 2004
- Dongguan od leta 2008
- Quillon od leta 2011
- Boryeong-si od leta 2013

## TOMATINA - mednarodno
Tomatina je eden izmed španskih festivalov z največjim mednarodnim vplivom in eno izmed poletnih prireditev za ljubitelje zabave  in turistov vseh narodnosti. Veliko navdušenje nad Tomatino ni ostalo neopaženo; oglaševalne agencije in velike blagovne znamke že izvajajo reklamne posnetke, kjer svoje izdelke povezujejo s Tomatino, kot podoba mladosti, strasti in energije. Tomatina je prav tako prišla na platna kinodvoran

Nekaj primerov oglaševanja Tomatine v različnih kampanjah:

- Direktor Dario J. Ferrer je novembra 2009 posnel kratek film o izvoru Tomatine, pri katerem so sodelovali tudi nekateri znani igralci kot so Alejo Sauras, Mariam Hernandez, Jose Monto, Pepe Carabias, Javivi, Ewa Miller, Joan Gadea in Lola Molto. V letu 2011 je film doživel izjemen uspeh.
- Leta 2011 je Bollywood naznail zabavo v Indiji s filmom »Samo enkrat se živi« in režiserko Zoyo Akhtar.
- Leta 2011 je Lynne Ramsay režirala film »Moramo govoriti o Kevinu«, v katerem se protagonist filma udeleži festivala Tomatina.
- Tovarna Disney je leta 2015 Tomatino vključila v eno izmed njihovih znanih Disney Shorts, z naslovom »Al Rojo Vivo«
- Google je objavil novo aplikacijo »Vprašanja«, kjer se najde tudi Tomatina
- Julija 2015 je Hollywood posnel več prizorov v Bunolu za film »Vse kar vidim si ti«, film režiserja Marca Forsterja, Blake Lively in Jasona Clarke pa igrata v glavni vlogi.